# Lijn van de Noorse troonopvolging
De troonopvolging van Noorwegen beschrijft de volgorde van mensen die recht hebben de koning op te volgen. Huidig koning van Noorwegen is Harald V.

## Wetgeving
De lijn van de Noorse troonopvolging is beschreven in artikel 6 van de Noorse grondwet. Enkel afstammelingen van de laatste regerende monarch, broers en zussen van de laatste regerende monarch, en afstammelingen van broers en zussen van de laatste regerende monarch, hebben het recht om de monarch op te volgen. Merk hierbij op dat vóór 1971 vrouwen geen recht van opvolging hadden en daarom de zussen van koning Harald V (en hun afstammelingen) geen recht hebben op opvolging. 
Tot 1971 gold dat erfopvolging alleen mogelijk was in de mannelijke lijn. Tussen 1971 en 1990 gold in Noorwegen eerstgeboorterecht, maar met voorrang voor mannelijke afstammelingen. De wijziging in 1971 had geen terugwerkende kracht, waardoor de beide zusters van Harald V, Ragnhild (1930-2012) en Astrid (1932), en hun afstammelingen uitgesloten bleven van de troonopvolging. In 1990 is de grondwet opnieuw aangepast, waarbij een absoluut eerstgeboorterecht werd geïntroduceerd. De voorkeur voor mannen kwam te vervallen. Opnieuw werd aan de wijziging geen terugwerkende kracht toegekend, waardoor de wijziging pas effect heeft bij de kleinkinderen van Harald V en niet voor diens kinderen. Haakon Magnus bleef troonsopvolger, ondanks dat hij een oudere zus heeft, Märtha Louise.
De Grondwet spreekt over kinderen die geboren zijn uit een wettelijk huwelijk van de Koning of de Koningin. Met Koningin wordt gedoeld op de vrouw die uit eigen recht koningin is, dus niet op de echtgenote van de Koning. Marius, de oudste zoon van de huidige kroonprinses, wordt dan ook geen troonopvolger als zijn moeder koningin wordt als echtgenote van Haakon.
In het geval er geen troonsopvolger zou zijn, mag de koning een troonopvolger voorstellen aan de Storting. In het geval dat de Storting niet instemt met een voorgelegde troonopvolger, dan mag de Storting een opvolger kiezen. 

## Huidige lijst van opvolging
- Harald V (1937)
  - (1) Kroonprins Haakon Magnus (1973), zoon van Harald V
    - (2) Prinses Ingrid Alexandra (2004), dochter van Haakon Magnus
    - (3) Prins Sverre Magnus (2005), zoon van Haakon Magnus

  - (4) Prinses Märtha Louise (1971), dochter van Harald V
    - (5) Maud Angelica Behn (2003), dochter van Märtha Louise
    - (6) Leah Isadora Behn (2005), dochter van Märtha Louise
    - (7) Emma Tallulah Behn (2008), dochter van Märtha Louise